# Премия NAACP Image
NAACP Image Award — американская премия, созданная и вручаемая Национальной ассоциацией содействия прогрессу цветного населения за достижения в сферах кино, телевидения, театра, музыки и литературы.
Награда была создана в 1967 году и в настоящее время вручается в 35 категориях. Хотя премия вручается с 1967 года, впервые трансляция вручения наград по национальному телевидению состоялась в 1974 году, а само шоу обычно проходит в феврале-марте в Лос-Анджелесе. Ведущими наград в разные годы были Дебби Аллен, Дензел Вашингтон, Уитни Хьюстон, Ванесса Уильямс, Мэрайя Кэри, Трейси Эллис Росс, Голден Брукс, Аника Нони Роуз и Тайлер Перри. Лидерами по количеству наград являются Делла Риз, Дензел Вашингтон, Элфри Вудард, Вупи Голдберг, Ванесса Уильямс и Анджела Бассетт.